# عبد الله بن قيس الحارثي
عبد الله بن قيس الحارثي، حليف بني فزارة. أمير بحر في صدر الإسلام، ولاّه معاوية بن أبي سفيان أمير الشام. يُكنى  بأبي بحرية الشامي الحمصي،

## غزواته
غزا خمسين غزوة ما بين صائفة وشاتية لم ينكب فيها، ولم يغرق معه أحدٌ إلى أن قُتل سنة ثلاث أو أربع وخمسين. ذَكَرَهُ الطَّبَرِيُّ في «تاريخه»، وكان أول ما غَزَا سنة سبع وعشرين. حكى أبو محمد عبد الله بن سعد القطربلى، عن الواقدي في كتاب «الصوائف» أن عثمان كتب إلى معاوية: أن أغز الصائفة رجلا مأمونا على المسلمين رفيقاً بسياستهم. فعقد لأبى بحرية عبد الله بن قيس الكندي، وكان ناسكا فقيها يحمل عنه الحديث، وكان عثماني الهوى حتى مات في زمن الوليد بن عبد الملك، وكان معاوية وخلفاء بنى أمية تعظمه، وكان فيمن غزا مع عمير بن سعد الصائفة، أول صائفة قطعت درب الروم على عهد عمر، وكان ذا غناء وجرأة، فغزا أبو بحرية بالناس 

### فتح قبرص
غزا قبرص، وكان أول أسطول جهزه المسلمون كان لغزو قبرص سنة 28 هـ والتقى مع عبد الله بن سعد بن أبي سرح قادماً من مصر فصالحهما أهلها على جزية مقدارها 7,000 دينار سنوياً.

## مقتله
قتله الروم أثناء تجوله في أحد المرافئ، بعد أن دلتهم عليه سيدة كانت تتسول فأعطاها فعرفته، ووشت به! وقيل إنه قتل عندما كان مشتغلا بكشف مرفأ في الروم إذ خرج في قارب طليعة فانتهى إلى المرفأ من أرض الروم فعرفوه وقتلوه، وكان ذلك سنة 53 هـ.